# Astrid Ahnfelt
Astrid Ahnfelt (Estocolm, 31 de març de 1876 – Roma?, 1962) fou una autora, traductora, corresponsal i editora de revistes sueca que va escriure contes i novel·les tant en suec com en italià. Se la recorda principalment per fomentar els intercanvis culturals entre Suècia i Itàlia. La seva novel·la I blindo (1908) sobre els suecs que viuen a Itàlia és en part autobiogràfica.

## Biografia
Nascuda el 31 de març de 1876 a Estocolm, Astrid Ahnfelt era filla de l'editor de la revista Arvid Ahnfelt (1846–1890) i de l'empresària Hilda Runnerström (1844–1927). El seu avi, el clergue Paul Gabriel Ahnfelt (1803–1863), també havia sigut escriptor. Criada en cercles literaris, Ahnfelt es va relacionar amb l'escriptora Ellen Key que va arranjar plans perquè treballés de mainadera per una família sueca a la Toscana el 1897. Un any més tard, es va traslladar a Roma on es guanyava la vida treballant com a corresponsal cultural per a diaris i revistes suecs, comentant autors italians com el poeta premi Nobel Giosue Carducci.
Ahnfelt va començar a publicar llibres el 1902, amb dos contes en italià a La lacrima nel mare del dolore e La sposa della morte seguits de Sagor och legender, una col·lecció de contes en suec el 1905. La seva primera novel·la, Nutidsungdom, que proporciona informació sobre els joves d'Itàlia, es va publicar a Suècia el mateix any. La seva novel·la I blindo (1908), també publicada a Suècia, va rebre crítiques variades. Basada en la vida dels suecs que vivien a Itàlia, és en part autobiogràfica. Col·laborant amb la revista sueca Idun, Ahnfelt va proporcionar relats del terratrèmol de 1908 a Messina, on va fer d'infermera. El 1910 es van publicar en italià com el llibre Foglie al vento.
Entorn de 1910, Ahnfelt va tenir un fill, Silvano Attico. El nom del seu pare es desconeix. Després d'un període a Florència durant la Primera Guerra Mundial, es va traslladar a Nàpols, on va treballar en una biblioteca i al consolat suec mentre publicava traduccions al suec. Des de principis de la dècada de 1930, com a partidària de Mussolini, Ahnfelt va experimentar dificultats per publicar les seves obres a Suècia. Es guanyava la vida com a correctora d'Il Giornale d'Italia.
Ahnfelt va morir a Itàlia, probablement a Roma, el 1962. El seu fill havia mort anteriorment en un accident de moto.